# Siodło (Siodłowa Turnia)
Siodło lub Małołąckie Siodło – znajdująca się na wysokości 1630 m n.p.m. przełęcz w Tatrach Zachodnich pomiędzy Małym Giewontem (1728 m n.p.m.) a Siodłową Turnią (1647 m n.p.m.). Jest to łagodny, trawiasty, miejscami zarastający kosodrzewiną grzbiet zbudowany z wapieni. Atrakcyjne widoki na Dolinę Małej Łąki i jej górne kotły polodowcowe.

## Szlaki turystyczne
– czerwony z Doliny Strążyskiej przez Przełęcz w Grzybowcu, Grzybowiec, Siodło na Wyżnią Kondracką Przełęcz pod Giewontem. Czas przejścia z Przełęczy w Grzybowcu na Giewont: 1:45 h, ↓ 1:20 h.